# Filete (carne roja)

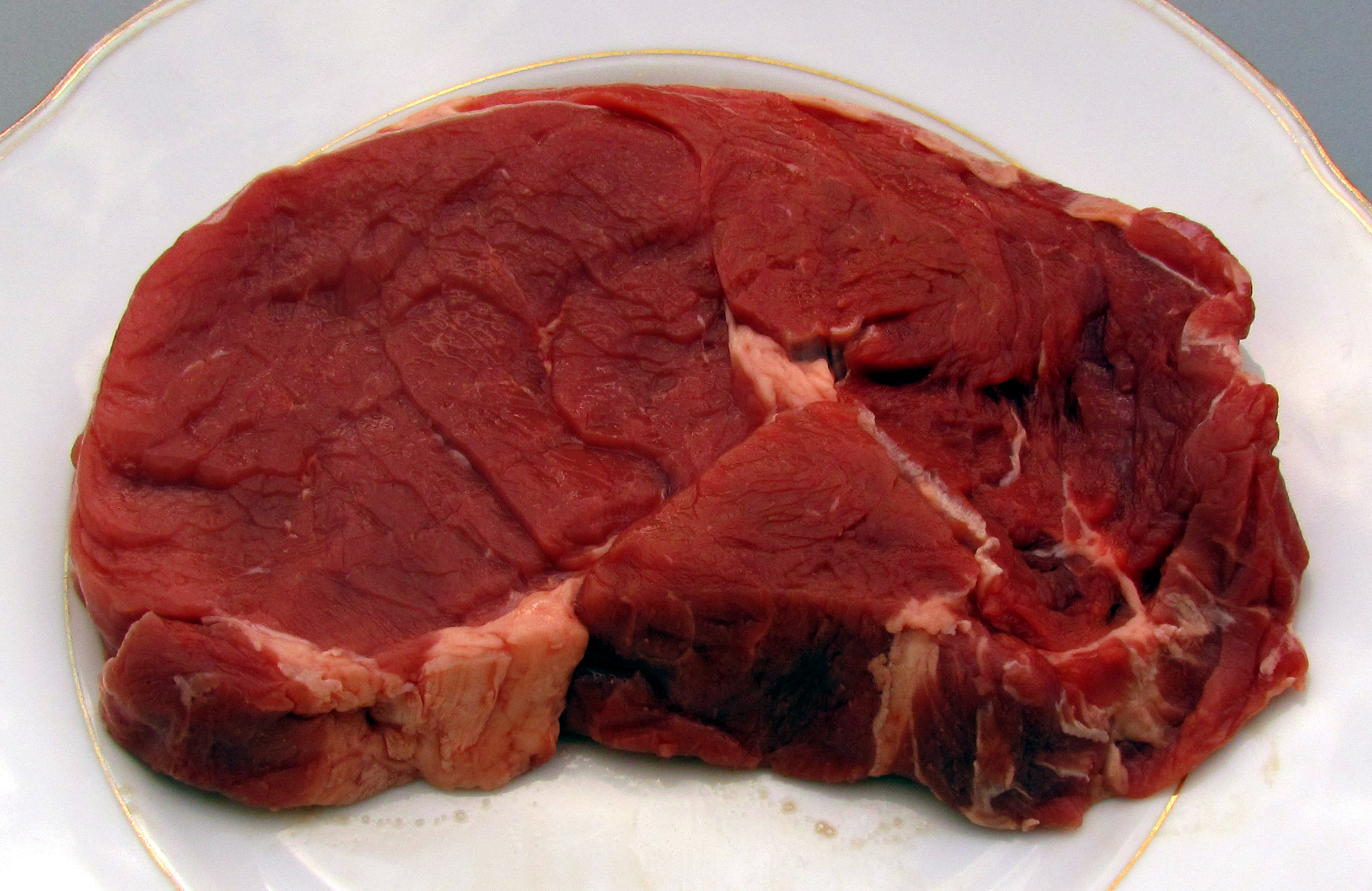
El entrecot (en la fotografía: entrecot de charolesa) es uno de los tipos de bistec más consumidos.

Un filete, bistec, bisté o bife es cualquier corte de carne roja que haya sido cortada en forma de filete para el consumo humano. La palabra «filete» proviene del francés filet mientras que las palabras «bistec» y «bife» provienen del inglés: «bistec» proviene de beef steak ('filete de buey') y «bife» proviene de beef ('carne de buey').
La mayor parte de filetes de carne roja consumidos en el mundo son de carne de vacuno (buey, toro, vaca o ternera), aunque en menor proporción también se consumen filetes de cordero, cerdo, cabra, oveja, caballo, bisonte o venado. Los bistecs pueden prepararse según muchas y diferentes recetas pero lo más habitual, en la mayor parte de países del mundo, es prepararlos o bien sin ninguna materia grasa (a la parrilla, en barbacoa, a la brasa o a la plancha) o fritos en algún tipo de materia grasa (aceite, mantequilla o manteca de cerdo). En países como Venezuela también es común prepararlo estofado con rodajas de tomate y cebolla.

## Descripción general

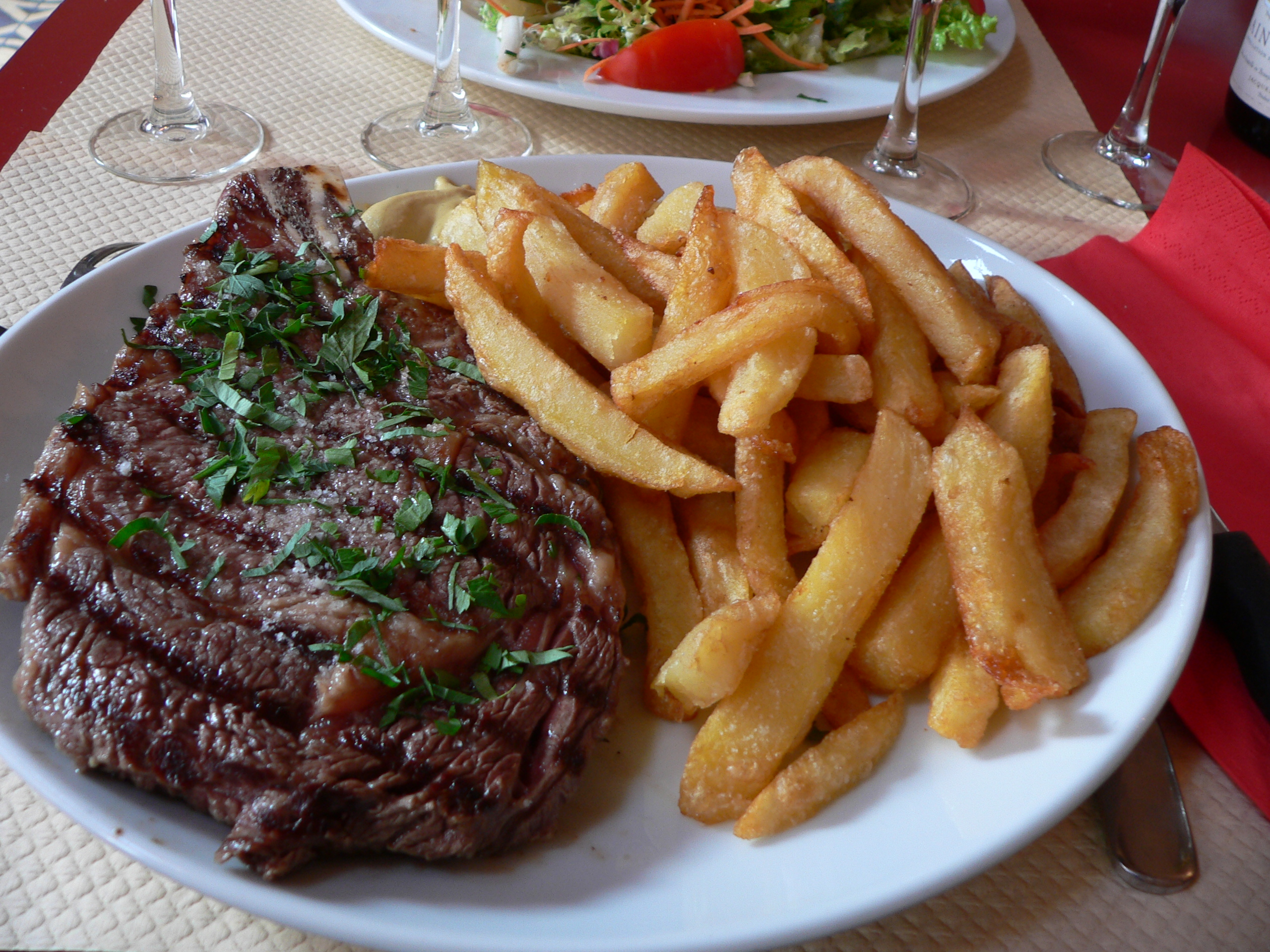
La costilla de ternera a la plancha con patatas fritas es un plato muy popular en países como Francia (donde lo llaman côte de bœuf) o Estados Unidos (donde lo llaman rib steak o cowboy cut)

Las palabras «filete», «bistec» o «bife» son muy generales y se refieren a cualquier corte de carne roja destinado al consumo, mientras que hay otros términos que tienen significados precisos y que se refieren a partes precisas de un animal. Chuleta, chuletón, entrecot, costilla de ternera o solomillo son filetes (o bistecs, o bifes) pero cada uno de esos términos se refiere a una parte muy precisa de la carcasa de un vacuno. Por ejemplo, la chuleta y el solomillo no provienen de la misma parte del buey, pero de ambos suele decirse que son filetes de ternera. La manera de descuartizar la carcasa de un animal de matadero y despiezarla en diferentes cortes de carne varía mucho de un país a otro. Existen diferencias notables entre Francia y las zonas francófonas de Bélgica, por ejemplo, a la hora de obtener cortes de carne y de nombrarlos, y sin embargo comparten una misma lengua común. De este modo, una misma palabra puede designar partes diferentes de la carne de un animal según se esté en París, Bruselas o Montreal. Lo mismo sucede con las diferentes zonas geográficas del mundo inglés: ciertas palabras referentes a cortes de carne pueden ser compartidas entre Estados Unidos, Canadá, el Reino Unido, Australia o Nueva Zelanda y no referirse al mismo corte de carne. En el mundo hispanohablante sucede también lo mismo, con diferencias notables en el vocabulario gastronómico de España y de América.
La mayoría de los filetes de carne roja son cortados perpendicularmente a las fibras musculares, mejorando de esta forma la textura tierna de la carne. Se suelen servir con cuchillos especialmente afilados para poder cortarlos en trozos. En algunas cocinas, como la estadounidense, son tan populares que hay restaurantes especializados en servirlos: steakhouses.
Normalmente el bistec está referido a las lonchas de tejido muscular. Sin embargo, por extensión también puede aplicar a algunas vísceras como el hígado, por lo que se denomina bistec de hígado.

## Puntos de cocción
La cantidad de tiempo para elaborar un filete es un tema de gustos personales; los tiempos breves de cocinado hacen que se mantengan los jugos y los sabores originarios de la carne, mientras que tiempos más prolongados hacen que la carne quede seca, y firme mientras que reduce el riesgo de contraer enfermedades bacterianas. Los tiempos de asado dependerán de dos factores principalmente: el tipo de carne y el grosor de la misma.
Durante mucho tiempo, intentando averiguar el gusto de los clientes en los restaurantes, se ha desarrollado un vocabulario para describir la temperatura o el punto de la carne al servirse. Se suelen emplear las siguientes expresiones:

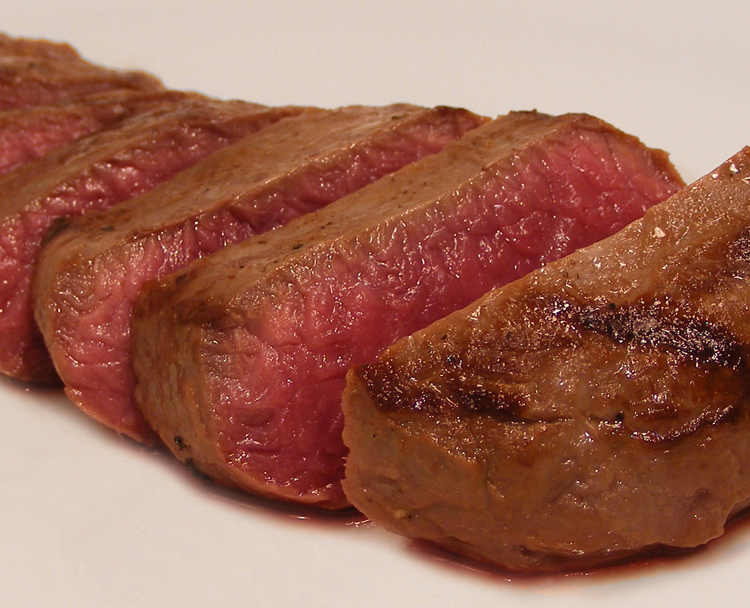
Un filete de reno muy poco hecho (a la inglesa) y cortado en rodajas.

- Inglesa - Cocinado muy poco. En España suele decirse muy poco hecho, o también vuelta y vuelta.
- A punto - El núcleo central es rosa, no existen partes rojas en su interior, el color externo evoluciona a tonalidades marrones. En España suele decirse poco hecho o al punto.
- Semi cocida - La carne en su gran mayoría es de color marrón-grisáceo con pequeñas motas rosáceas. Los jugos del filete empiezan a reducirse en este nivel de cocinado.
- Cocida - La carne es de color marrón; los jugos de la carne se han reducido quedando las fibras secas y rígidas. En España suele decirse muy hecho.

Una escala más práctica que se suele emplear en algunos restaurantes usa tres puntos de cocción: “poco hecho” (al 50 %), “al punto” (a un 75 %) y “muy hecho” (alrededor del 80 %). En México y Venezuela se usan términos en lugar de puntos: bien cocido, 3/4, término medio y sancochado o a la inglesa (casi crudo). En cambio, en los restaurantes de Argentina se usan los términos: “jugoso” (al 50 %), “a punto” (al 65 %) y “cocido” (al 85 %).

## Tipos de bistec

### En la gastronomía argentina

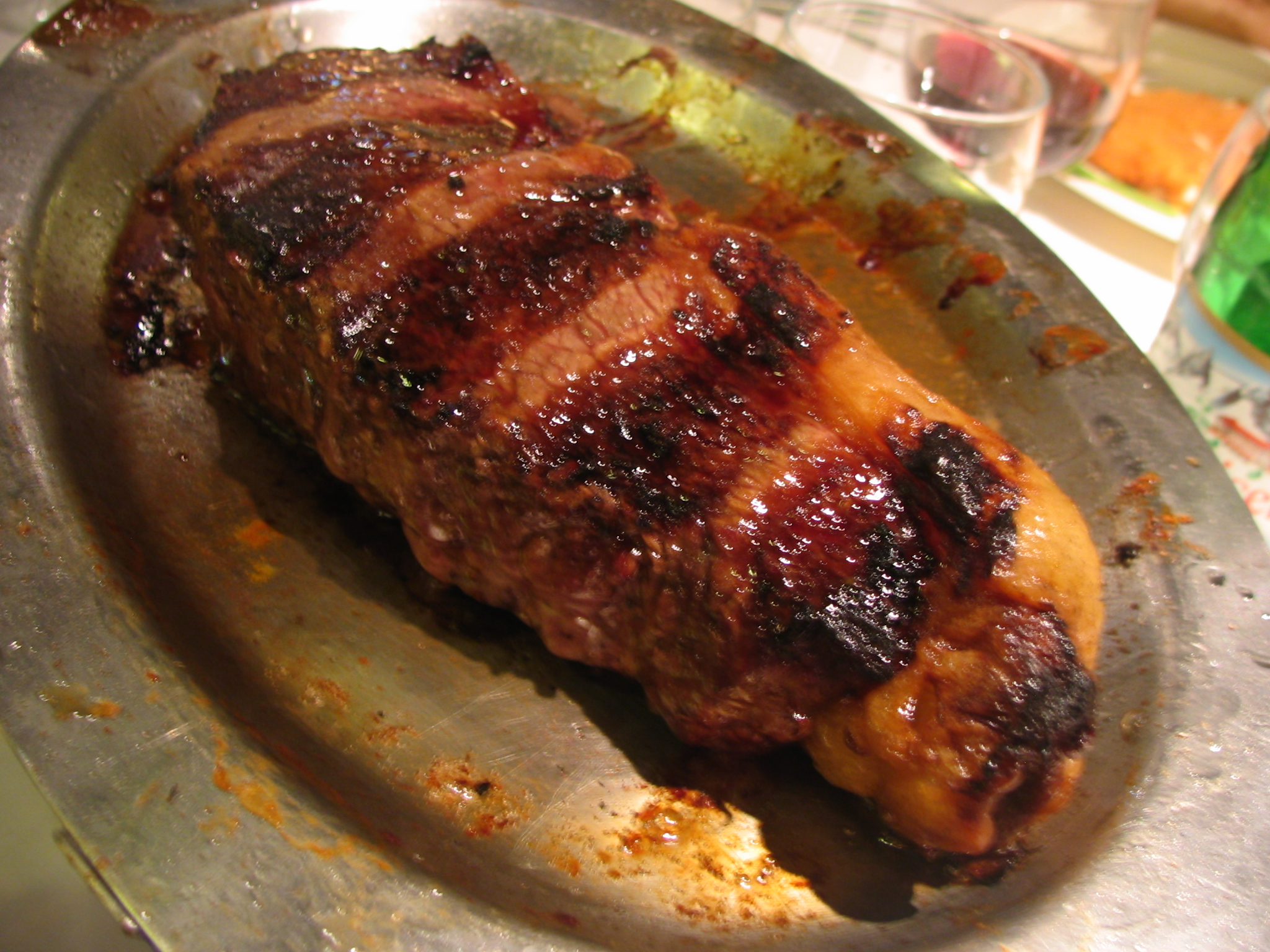
Churrasco argentino, en este caso «bife de chorizo».

En Argentina -conocida como el «país del bife»-, el filete se denomina  «bife» o bien, en Buenos Aires, «churrasco»cuando se trata de un filete de carne vacuna. Suele ser cocido a la plancha o en una parrilla sobre brasas.
Aunque pueden cocinarse churrascos tomados de muchos cortes de la carne vacuna, en tanto sean tiernos, las principales variedades son el bife de chorizo (sin relación alguna con el chorizo) -caballito de batalla de la gastronomía argentina-, el bife de cuadril, el bife de lomo, el bife angosto y el bife ancho, estos dos últimos llevan hueso.
El bife argentino suele cocinarse sobre una plancha acanalada, muy caliente, durante pocos minutos con el fin de generar una costra externa (reacción de Maillard) y mantener el interior jugoso. Se acompaña con puré de papa, papas fritas o ensalada de lechuga, tomate y cebolla. Cuando se sirve con uno o dos huevos fritos encima o al costado, se lo llama «bife a caballo». Puede acompañarse con salsa chimichurri, especialmente cuando se hace a la parrilla.
Una variedad especial es el bife a la criolla, que se cocina en un caldo dentro de una olla o sartén, junto a papas, tomates y cebollas.
El bife de peceto (o de nalga) proviene de la grupa del vacuno, más atrás aún que el solomillo. En Argentina (también en Uruguay) se le llama «de peceto» o, en Rosario, de jamón redondo, y corresponde a lo que en el mundo inglés se llama el round steak. A este último, en Argentina y Uruguay, se le llama también «la nalga» (como en «un bife de nalga»). Estos cortes de carne (peceto, nalga o cuadril) corresponden también aproximadamente a lo que en inglés se llama el rump steak y en francés el rumsteck o culotte. En Venezuela se los conoce como punta trasera.
El bife de chorizo, en Rosario costeleta o brazuelo, también llamado New York Steak proviene de la parte ancha del lomo de res, es un corte magro sin hueso ideal para preparar asado o al horno.

### En las gastronomías hispanas

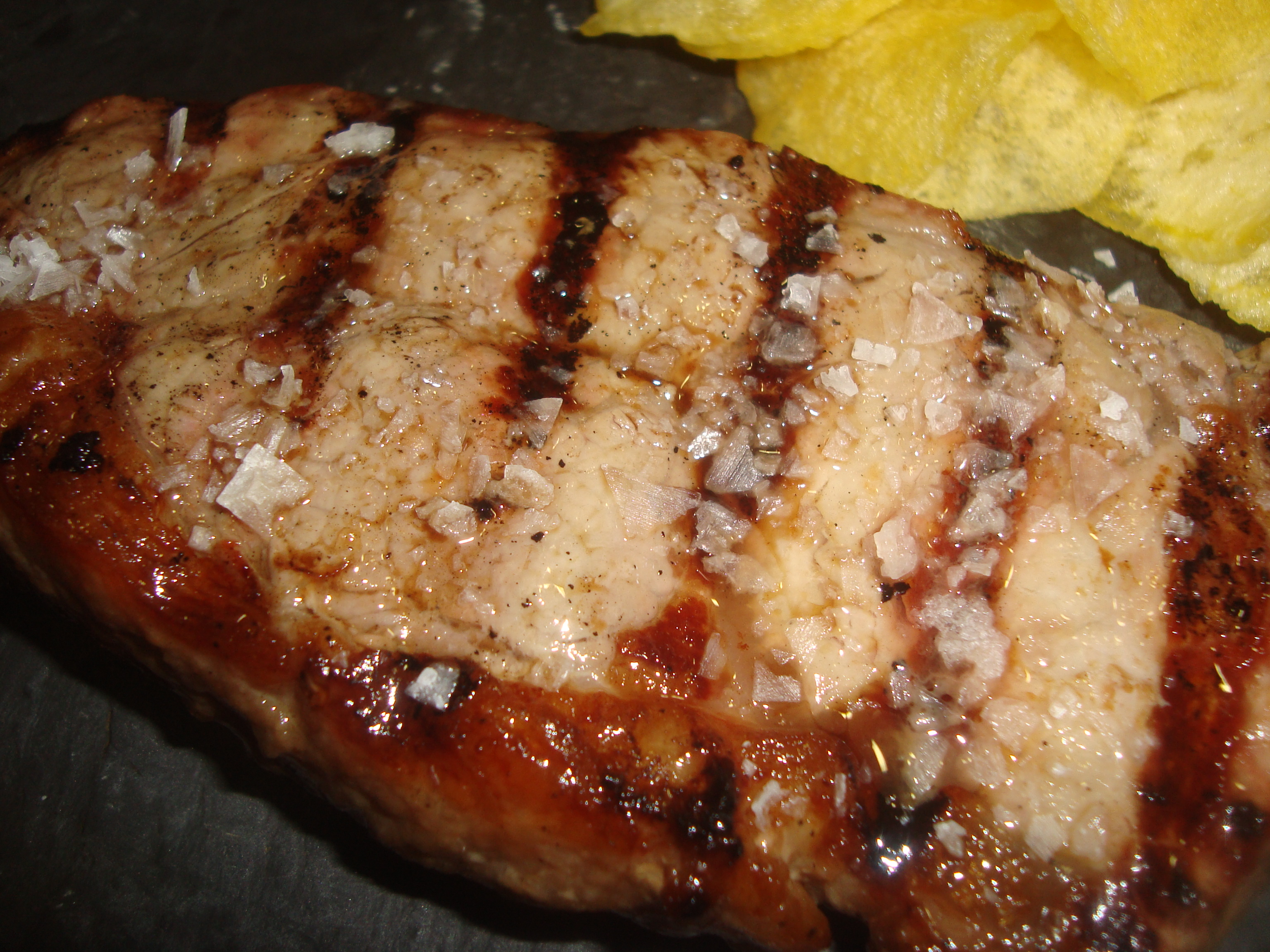
Entrecot de ternera a la parrilla sazonado con escamas de sal.

- Arrachera — Corte típico de la gastronomía mexicana, es el equivalente del onglet (en francés) o del hanger steak (en inglés).
- Costilla de buey o de ternera — Es el corte de carne situado encima de una costilla, sobre una parte del lomo del animal, pero sin separar la carne de la sección de hueso correspondiente a la costilla.
- Entrecot (del francés entrecôte) — Es una chuleta de vacuno, es decir, una costilla de buey a la que se ha retirado la sección de costilla, dejando solo la carne. En ocasiones, el espesor del filete resultante se rebaja, obteniendo de este modo un total de dos o tres entrecots. Cortando más todavía en el espesor de la carne se pueden obtener todavía más entrecots, pero eso hace que los entrecots resultantes sean cada vez más finos, lo cual afectará en la textura y el sabor de la carne a la hora de cocinarla. En España, cuando un entrecot es de buen tamaño y su espesor no ha sido rebajado, se le llama «chuletón».
- Solomillo — Nombre que se le da en España al corte de carne que en Francia es designado como faux-filet y en el mundo inglés como sirloin steak. Se sitúa sobre el lomo de la bestia, pero detrás de la zona de las costillas.
- Chuletón — Es el nombre que se le da en España a una chuleta de vacuno (o lo que es lo mismo, un entrecot) de buen tamaño.

### En la gastronomía francesa
En francés, un corte de carne equivalente a un filete de carne roja se designa con los anglicismos bifteck o steak. Para las denominaciones de localizaciones precisas véase el diagrama siguiente y la lista de cortes de carne usados en Francia como filetes para el consumo humano.

1. Basses côtes, 2. Côtes, entrecôtes, 3. Faux-filet, 4. Filet, Chateaubriand, 5. Rumsteck, 6. Rond de gîte, 7. Tende de tranche ; poire, merlan, 8. Gîte à la noix, 9. Araignée, 10. Plat de tranche, rond de tranche, mouvant, 11. Bavette ou bifteck d'aloyau, 12. Hampe, 13. Onglet, 14. Aiguillette baronne, 15. Bavette de flanchet, 16. Plat de côtes, 17. Macreuse à bifteck, 18. Paleron, 19. Jumeau à bifteck, 20. Jumeau à pot-au-feu, 21. Macreuse à pot-au-feu, 22. Queue, 23. Gîte, 24. Flanchet, 25. Tendron, milieu de poitrine, 26. Gros bout de poitrine, 27. Collier, 28. Plat de joue, 29. Langue.

Los cortes usados como filetes en la gastronomía francesa son, generalmente, los siguientes:
- Filet de bœuf — Literalmente significa 'filete de vacuno' aunque en español se llama solomillo. Es la parte que en Estados Unidos se identifica como el beef tenderloin (y en cuyo extremo los estadounidenses sitúan el filet mignon). Del filet de bœuf, según como se corte, la cocina francesa obtiene el rosbif, el tournedos y el chateaubriand, entre otros tipos de corte de carne.
- Côte de bœuf — Una costilla de buey, corte de carne dorsal en el que la carne y la costilla no han sido separadas. En el mundo inglés se le llama rib steak o cowboy cut.
- Entrecôte — Es el entrecot o chuleta de vacuno, la carne de una costilla de buey deshuesada y, en ocasiones, cortada transversalmente para obtener cortes menos espesos. Si no se le rebaja el espesor en España se le llama «chuletón».
- Faux-filet — Es el solomillo de España y el sirloin steak de las carnicerías del mundo inglés.
- Rumsteck (del inglés rump steak) — Corte de carne proveniente de la grupa del vacuno. Hasta el siglo XIX la gastronomía francesa lo llamaba la culotte ('el pantalón', 'el calzón'). En Argentina, Bolivia y Uruguay se le llama «peceto» o, también, «nalga» y en Venezuela «muchacho redondo».
- Chateaubriand — Una sección particularmente espesa del filet de bœuf.
- Tournedos — Otro corte del filet de bœuf, pero menos espeso que el chateaubriand y envuelto, antes de ser asado o salteado, en una banda de tocino que le da la vuelta lateralmente y a la que está atado mediante una guita.
- Onglet — En México es la arrachera.
- Bavette — En español se le llama el «redondo» o la «babilla» y corresponde a lo que en el mundo inglés se llama el flank steak. Proviene de la parte ventral de la res.
- Araignée — Literalmente significa 'araña'. En la gastronomía francesa hay dos 'arañas' por cada buey o vaca adultos, una 'araña' por cada ingle correspondiente a cada pata trasera del animal. Una vez cortado y preparado para el consumo, este corte de carne tiene ocho ligamentos musculares simétricos que evocan una araña con sus ocho patas.
- Poire — Literalmente significa 'pera'. Se obtiene a partir de un músculo que tiene forma de pera, que pesa entre 500 y 600 gramos y que se encuentra justo encima de la 'araña'.

### En la gastronomía inglesa
| Cortes británicos | Cortes estadounidenses |
| ----------------- | ---------------------- |
|                   |                        |

- Chuck steak — Un corte realizado desde el cuello hasta las costillas.
- Cube steak — Un corte de carne, la carne es sujeta con unas redecillas para darle forma cúbica.
- Filet mignon — El corte de carne que en Francia recibe el nombre de filet de bœuf, el mismo del que se obtiene el Rosbif.
- Flank steak — Del lado bajo. No es muy tierno.
- Flat iron steak — Un corte del hombro.
- Hanger steak (en francés: onglet, en español: arrachera) — Un filete procedente de un corte cercano al diafragma. Sabroso, y muy tierno en las orillas, pero fibroso en el centro. A menudo llamado el “solomillo del carnicero”.
- Rib eye steak — Un chuletón extraído del músculo longissimus, situado a proximidad de las costillas del buey. Cuando se lo separa del hueso de la costilla, el rib eye steak es lo mismo que el chuletón, el entrecot o el bife de chorizo.
- Rib steak — Es el mismo corte de carne que el rib eye steak pero con la carne y la costilla todavía unidas entre sí.
- Round steak, Rump steak — Son cortes de la grupa del animal, diferentes según se esté en el Reino Unido y el mundo británico, o en Estados Unidos.
- Salisbury steak — No es un filete, pero está elaborado con carne magra de vaca y servido con cebollas y setas.
- Tenderloin - Llamado eye fillet en Australia y Nueva Zelanda. Centro del lomo de buey o ternera, y probablemente el más costoso. Muy tierno. Sirve para el carpaccio, el filete Chateaubriand y el buey Wellington.
- Sirloin steak — Un filete de carne de la parte baja del lomo, suele ser de precio elevado.
- Skirt steak — Es un filete asado del diafragma. Muy sabroso.
- Swiss steak — No es un steak pero si un método para cocinar la carne, generalmente ternera, mediante enrollado y luego asado.
- T-bone steak y el strip steak denominado también porterhouse - Es un pedazo de carne tierna, conectado con un hueso de la espalda que al cortarse transversalmente tiene forma de T. Se distinguen dos tipos de lomos por el tamaño y el corte. Los T-bones tienen pequeñas secciones de carne, mientras que el Porterhouse, es generalmente más grande que el strip, y tienen por lo tanto más carne.

## Recetas de filetes
- Bistec a caballo — Típico de Colombia, Panamá y Venezuela; es un bife sobre el que se coloca un huevo frito. En Chile y el Perú se le denomina “a lo pobre” y viene acompañado también de cebolla y papas fritas. Nótese que en la gastronomía francesa existe el œuf à cheval (literalmente 'huevo a caballo': véase este artículo, en francés), que es una porción de carne picada de vacuno con un huevo frito encima.
- Bife à Café (filete típico de un establecimiento de Lisboa, en Portugal)
- Bistecca alla fiorentina (filete típico de la cocina de la región de Toscana, en Italia)
- Bistec a lo Fornos
- Bistec a lo pobre — Plato típico de Chile y Perú. El plato austral lleva un trozo de carne a la parrilla o a la plancha (250 gramos, aproximadamente), huevo frito, cebolla caramelizada y papas fritas.
- Entrecôte Café de París — Una receta inventada hacia 1930 en Ginebra (Suiza) y basada en una salsa servida exclusivamente en cuatro cadenas de restaurantes, una cadena suiza y tres cadenas francesas.
- Filete Chateaubriand
- Filete de Sajonia (también Kassler o Kasseler, término alemán)
- Filete reestructurado
- Filete ruso  (o salisbury steak, término inglés)
- Filete Stroganoff
- Filete tártaro (o steak tartare, término francés)
- Steak frites — Típico de Francia y Bélgica. Se trata, sencillamente, de un bistec a la plancha (el bistec es de casi cualquier tipo aunque en general es entrecôte o faux-filet) y acompañado con patatas fritas.
- Filete a la parmesana - Típico de la gastronomía italiana, es un filete empanizado, luego cubierto de salsa de tomate y queso rallado y finalmente gratinado.
- Bistec a la Criolla o carne en bistec - Típica de Colombia, generalmente lomo fino, capón, carabela o tetafula cocinado con cebolla y tomate. Se acompaña con arroz blanco, granos, ensalada, entre otros.[7]